# Nada fue un error
«Nada fue un error» es una canción y el tercer sencillo compuesto e interpretado por los cantantes argentinos Coti y Andrés Calamaro perteneciente al álbum debut Coti (2003).

## Posición
La canción se convirtió en un éxito del verano instantáneo en los años 2002 y 2003 siendo el más transmitido por canales de música, radio y plataformas en internet, además de ser el más escuchado en todo el país.

## Versiones
La canción fue cantada en vivo en  2005 de su álbum Esta mañana y otros cuentos en España con la participación de las cantantes mexicanas Julieta Venegas y Paulina Rubio, esta versión fue la más difundida y conocida que cuenta con más de 183 millones de visualizaciones en YouTube.
En 2021, fue versionada por los músicos uruguayos Rubén Rada y Agarrate Catalina.